# ポンペオ・レオーニ

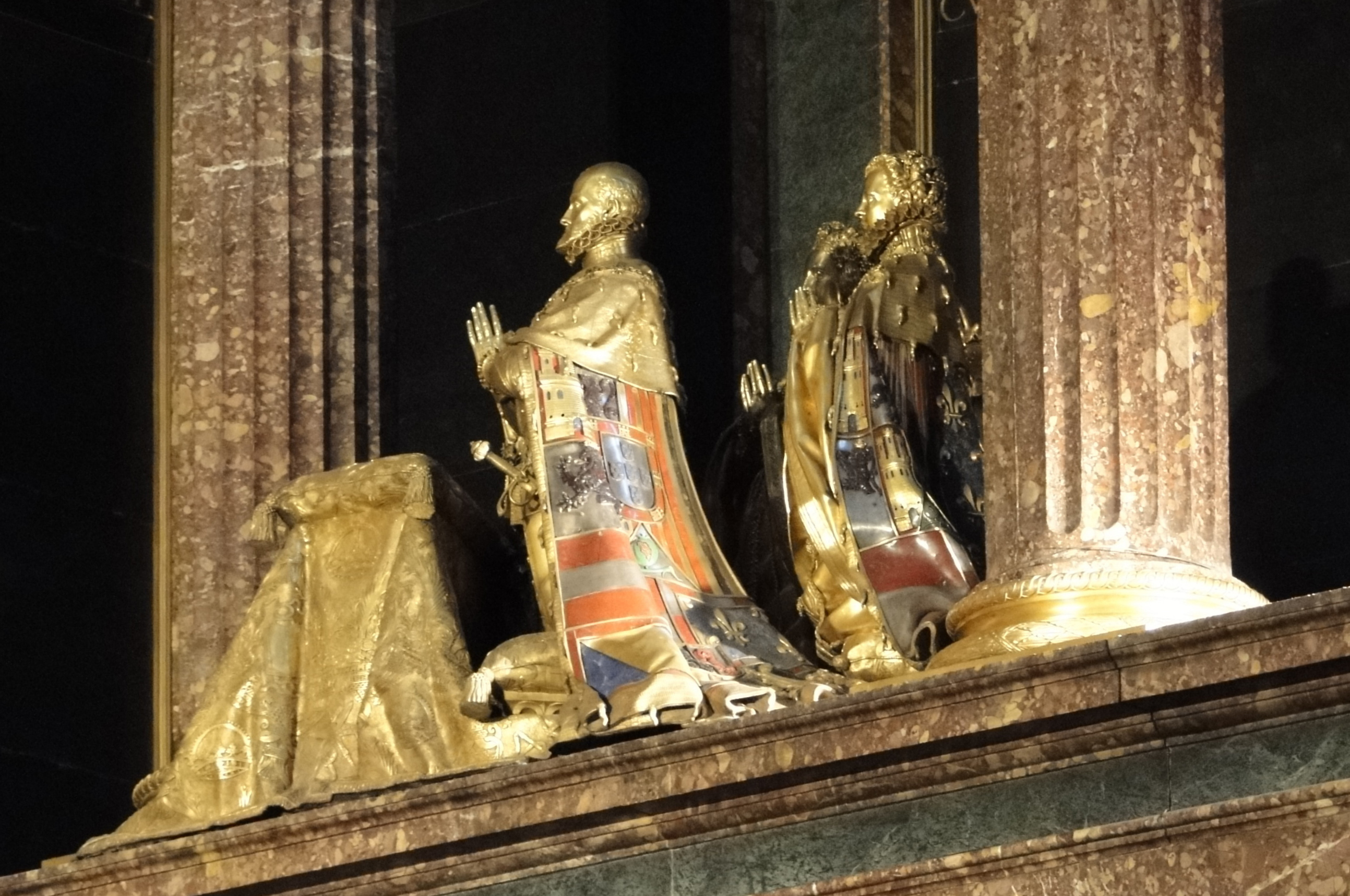
エル・エスコリアル修道院のフェリペ2世の霊廟

ポンペオ・レオーニ（Pompeo Leoni、1533年ころ - 1608年10月10日）は、イタリアの彫刻家、彫金師である。彫刻家として名声を得て父親とスペイン宮廷に招かれ国王などの彫像を制作した。

## 略歴
ミラノで工房を開いていたレオーネ・レオーニ（Leone Leoni: 1509-1590）の息子に生まれた。父親の工房で彫刻や彫金の技術を学んだ。
父親とスペインの宮廷からの注文で作品を制作し、大部分の作品はスペインに残されている1579年ころはマドリードのエル・エスコリアル修道院の祭壇彫刻の仕事をした。この仕事の助手にはオランダ生まれの彫刻家アドリアーン・デ・フリース（c.1556年-1626）が助手として加わった。
息子のミケル・アンヘル・レオーニ（Miquel Ángel Leoni: 1582-1610）に彫刻を教え、エル・エスコリアル修道院で協力したフアン・デ・アルフェ（Juan de Arfe）といったスペイン人彫刻家たちに影響を与えた。
1608年にマドリードで亡くなった。
ポンペオ・レオーニはレオナルド・ダ・ヴィンチ（1452-1519）の手稿や素描の所有者であったことでも知られている。手稿を相続したレオナルドの弟子のフランチェスコ・メルツィの息子オラツィオ・メルツィ（Orazio Melzi: ?-1690）から入手した。また現在プラド美術館に所蔵されている16世紀の画家パルミジャニーノの聖家族を描いた絵画も所有していた。

## 作品

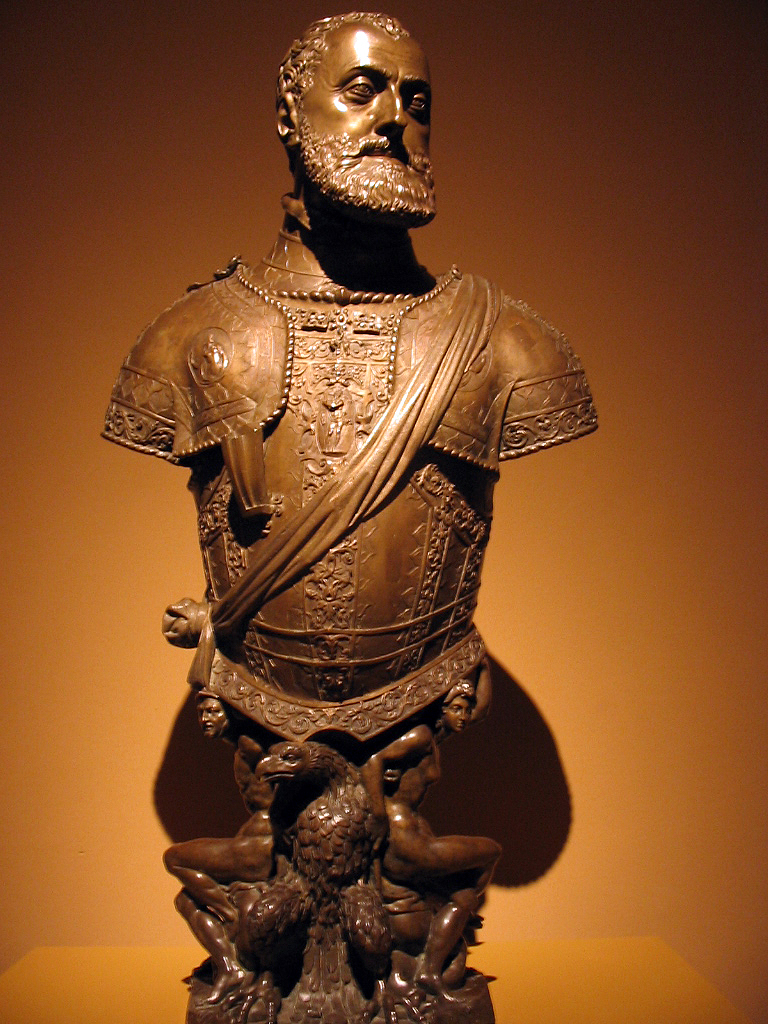
スペイン国王カルロス1世の彫像(1553/1555、父親と共作) プラド美術館
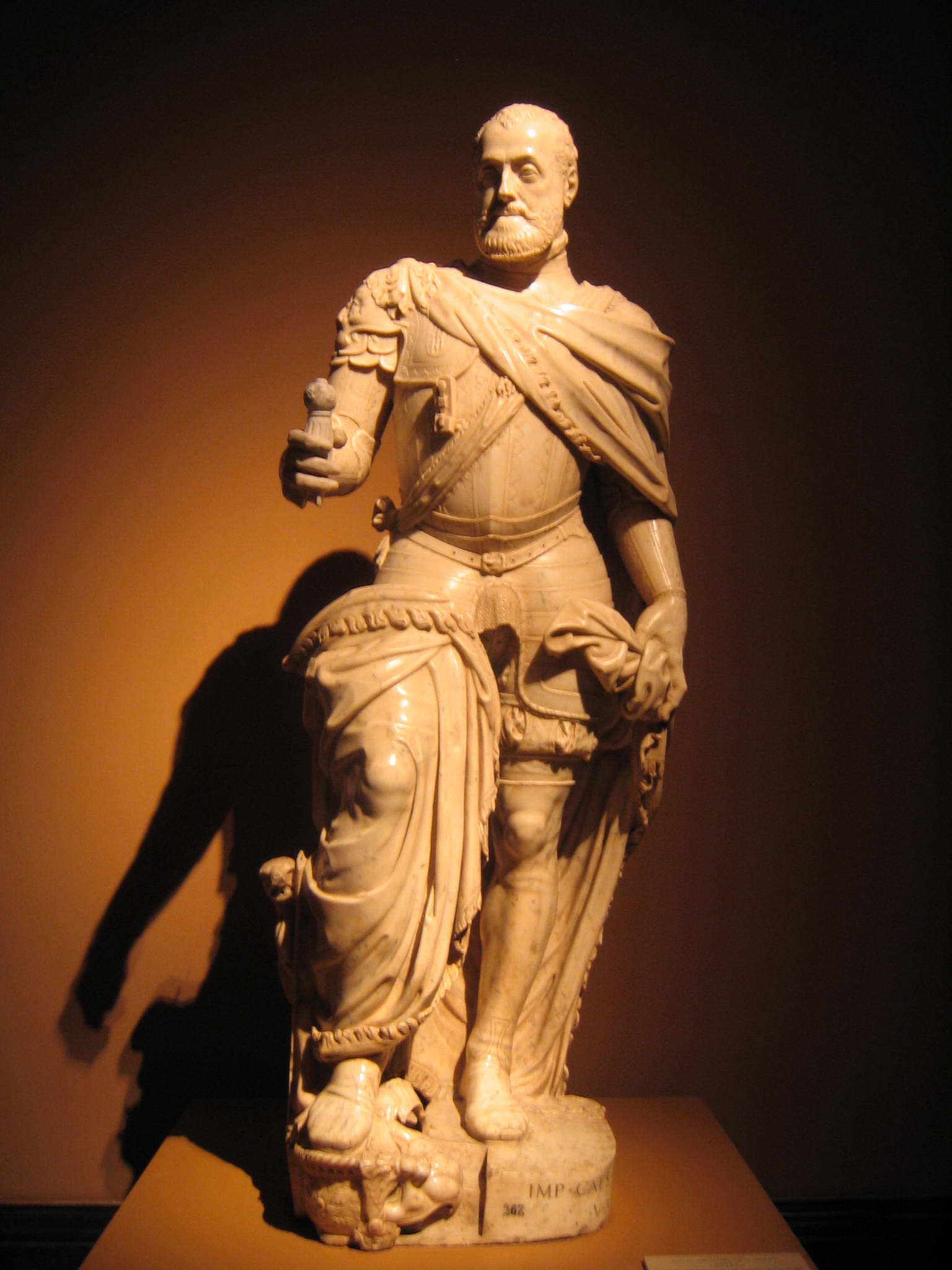
スペイン国王カルロス1世(1549/1553、父親と共作) プラド美術館
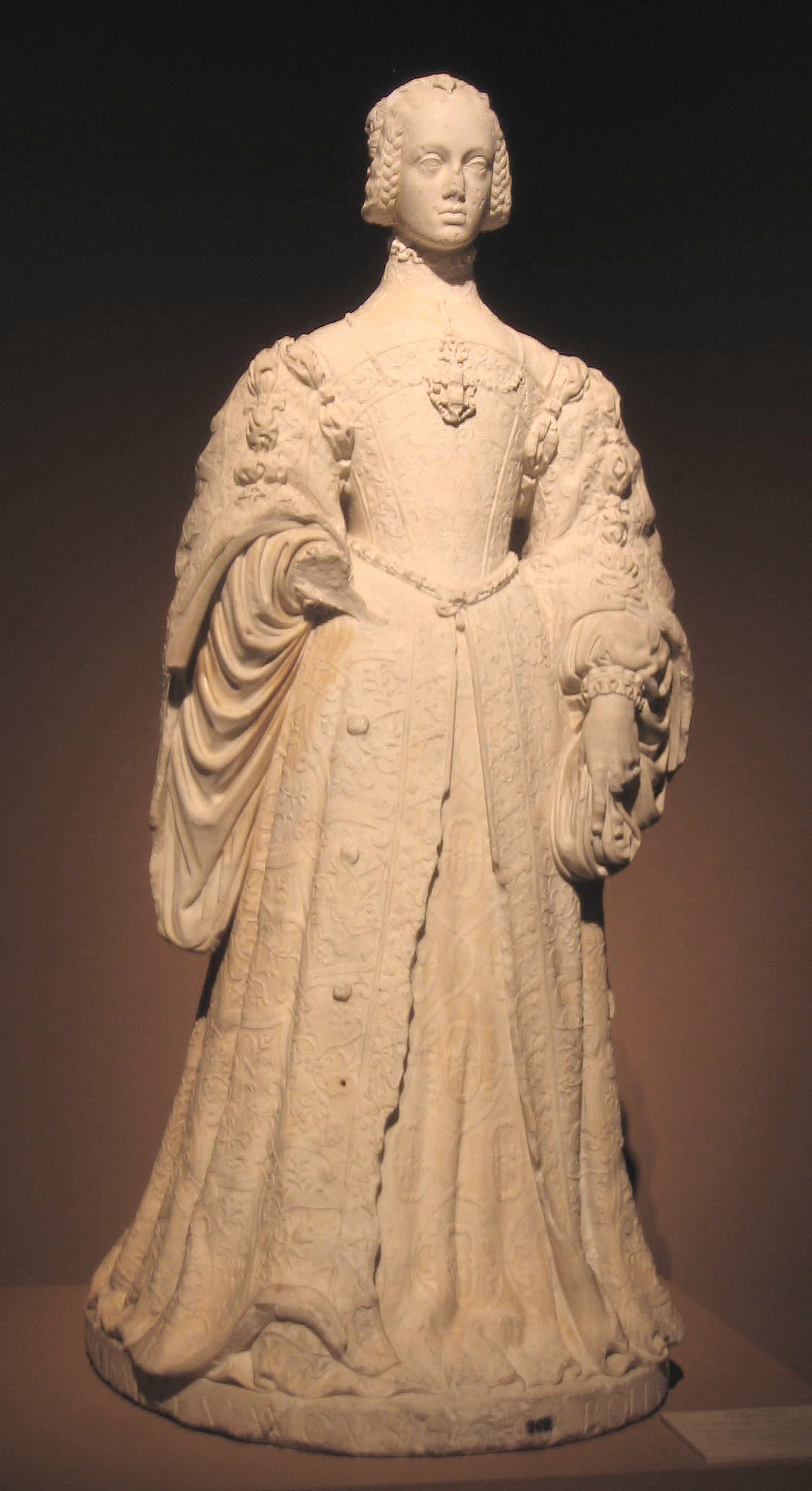
王妃イサベル・デ・ポルトゥガル・イ・アラゴン(1572) プラド美術館